# Prymus (imię)
Prymus, Prym – imię męskie pochodzenia łacińskiego, powstałe od liczebnika primus, 'pierwszy'. Patronem imienia jest m.in. św. Prymus z Lemelle (zm. ok. 362).
Żeńskim odpowiednikiem jest Pryma.
Prymus, Prym imieniny obchodzi 3 stycznia i 9 lutego.